# Once de Julio 2da. Sección
Once de Julio 2da. Sección är en ort i Mexiko.   Den ligger i kommunen Palenque och delstaten Chiapas, i den sydöstra delen av landet, 900 km öster om huvudstaden Mexico City. Once de Julio 2da. Sección ligger 195 meter över havet och antalet invånare är 241.
Terrängen runt Once de Julio 2da. Sección är huvudsakligen kuperad, men den allra närmaste omgivningen är platt. Runt Once de Julio 2da. Sección är det glesbefolkat, med 16 invånare per kvadratkilometer. Närmaste större samhälle är La Arena, 14,4 km sydväst om Once de Julio 2da. Sección. I omgivningarna runt Once de Julio 2da. Sección växer i huvudsak städsegrön lövskog.